# Colportage
Colportage is, in de traditionele zin, het van deur tot deur gaan met de bedoeling artikelen of diensten aan de bewoner(s) te verkopen. Dit Franse woord ontstond uit de samentrekking van het Latijn comportare (meebrengen) en het Frans coltin, een lederen bescherming van schouders en nek (col) bij het dragen van zware lasten. De term wordt vooral in Nederland gebruikt. In Vlaanderen komt dit min of meer overeen met leuren (waarvoor een leurkaart bij de overheid moet worden aangevraagd).
 Thans wordt het begrip, behalve bij verkoop aan de deur, ook gebruikt als een verkoper zich op plaatsen buiten de gebruikelijke verkoopruimte rechtstreeks tot een consument wendt om een product of dienst te verkopen. Hierbij kan men denken aan straatverkoop of verkoop op braderies of tentoonstellingen.

## Voorbeelden

### Elektrische apparaten
In de jaren vijftig van de twintigste eeuw, toen de wederopbouw na de Tweede Wereldoorlog op gang kwam, verschenen nieuwe producten op de markt. Om deze onder de aandacht te brengen, gingen colporteurs op stap met bijvoorbeeld stofzuigers. Het artikel leende zich op dat moment uitstekend voor het verkoopmedium van colportage om drie redenen:
- Het winkelend publiek was nog weinig welvarend en inkopen werden gedaan uit noodzaak, niet uit behoefte aan luxe. Etalages kijken was daardoor een minder populair tijdverdrijf dan het later werd en een nieuw product kon gemakkelijk aan de aandacht ontsnappen.
- Er was een traditie van huis-aan-huisverkoop. Leveranciers brachten groenten, melk en andere dagelijkse behoeften aan de voordeur (vaak ook aan de achterdeur) en het was dan ook niet ongewoon als zich tussen hen een andere verkoper bevond, een die men niet kende.
- Het nieuwe product kon door het persoonlijke contact dat een bezoek met zich meebracht aan de veelal aarzelende koper worden gedemonstreerd en aanbevolen.

### Britannica
In latere decennia werd de Encyclopædia Britannica nog lange tijd door middel van colportage verkocht. Wie zich de delen van het naslagwerk aanschafte (vaak op afbetaling) kreeg daarbij het verzoek een lijst met namen van vrienden of kennissen te geven die wellicht geïnteresseerd zouden zijn. Zij werden vervolgens door de verkoper benaderd met het verzoek of hij een demonstratie mocht komen geven. Daarbij werden de kwaliteit en de macrostructuur van het werk aangeprezen, maar werd ook de aandacht gevestigd op verkoopvoorwaarden en papiersterkte.

### Tijdschriften

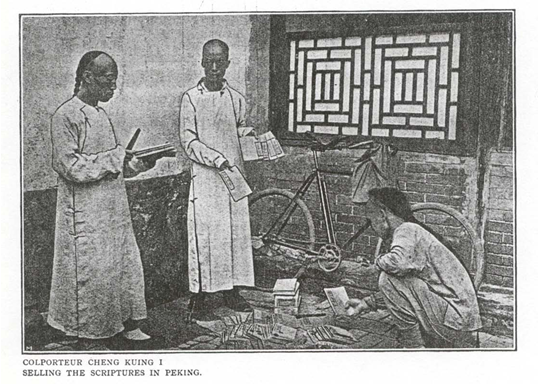
Chinese colporteur die Heilige geschriften verkoopt (1902).

Ook tijdschriften en leesportefeuilles werden wel via colportage aan de man gebracht. De colporteur moet hier worden onderscheiden van de reguliere bladenman, al kon hij in dezelfde persoon verenigd zijn. De colporteur probeerde tot losse verkoop te komen of tot het afsluiten van nieuwe abonnementen, terwijl de bladenman (deels) lectuur bracht waarop de bezochte klant al een abonnement had.

## Minder colportage, meer verkoop op afstand
Colportage-overeenkomsten komen tegenwoordig minder vaak voor. Thans gebruiken handelaren meer communicatiemiddelen op afstand zoals verkoopprogramma's op de televisie, telefonische verkoop en webwinkels. Deze overeenkomsten worden aangemerkt als overeenkomsten op afstand. Bij een colportage-overeenkomst is immers vereist dat de handelaar de consument een persoonlijk aanbod doet op een plaats anders dan waar hij gewoonlijk handelt.

## Wettelijke bescherming
Bij colportage-overeenkomsten kan de consument onder psychische druk van de colporteur komen te staan. Hierdoor kan de consument een impulsaankoop aangaan waar hij later spijt van kan krijgen. Daarom heeft de consument in Nederland het recht om een dergelijke koop buiten de verkoopruimte binnen 14 werkdagen te ontbinden. Deze bedenktijd geeft de consument de kans om de koop te ontbinden als het product hem niet meer bevalt. Dit is geregeld in de Colportagewet.

### Beperkingen
De wet bepaalt voorts dat niet zomaar alles aan huis te koop mag worden aangeboden; geneesmiddelen en wapens zijn bijvoorbeeld uitgesloten.
In België voorziet de wet in een maximumprijs op een aan huis verkocht product (€ 250 per persoon; wet van 2006).

### Drückers
In sommige gevallen wordt een colporteur vanuit zijn werkgever onder druk gezet om zo veel mogelijk producten te verkopen, soms op een manier die het toelaatbare overschrijdt. Een colporteur kan bijvoorbeeld als freelancer werken op commissie- of provisiebasis, waardoor hij dus niets verdient als hij niets verkoopt. Een bedrijf kan ook dreigen de werknemers die het minste hebben verkocht te ontslaan. Vaak worden de beste colporteurs opgehemeld ('werknemer van de maand') en de slechtste met ontslag bedreigd. Deze druk, soms zelfs gecombineerd met doelbewuste instructies van de werkgever, kan de colporteur ertoe aanzetten zelf op onaanvaardbare wijze druk uit te oefenen. Hij kan bijvoorbeeld over bepaalde zaken liegen of essentiële zaken verzwijgen. Sommige colporteurs stellen zich agressief op waardoor de klant het gevoel krijgt wat te moeten kopen omdat de colporteur anders niet weggaat. Ook komt het weleens voor dat de colporteur beweert dat zijn broodwinning in gevaar komt als de klant niets koopt. Zelfs valsheid in geschrifte met contracten is mogelijk, zoals een handtekening fingeren of het contract antedateren zodat de bedenktijd eerder voorbij is. Dit soort colporteurs wordt in Duitsland als Drücker aangeduid. Drückerpraktijken kunnen worden gezien als oneerlijke handelspraktijken. Los van de 14 dagen bedenktijd die de klant altijd heeft, kan hij een klacht indienen bij de Autoriteit Consument en Markt (Nederland) of de Algemene Directie Economische Inspectie van de FOD Economie, K.M.O., Middenstand en Energie (België).